# 布喩経
『布喩経』（ふゆきょう、巴: Vattha-sutta, ヴァッタ・スッタ）とは、パーリ仏典経蔵中部に収録されている第7経。『布経』（ふきょう）とも。
類似の伝統漢訳経典としては、『中阿含経』（大正蔵26）の第93経「水浄梵志経」や、『梵志計水浄経』（大正蔵51）等がある。
釈迦によって、浄心と不浄心が、衣類に喩えられながら述べられる。

## 日本語訳
- 『南伝大蔵経・経蔵・中部経典1』（第9巻） 大蔵出版
- 『パーリ仏典 中部（マッジマニカーヤ）根本五十経篇I』 片山一良訳 大蔵出版
- 『原始仏典 中部経典1』（第4巻） 中村元監修 春秋社